# مقره (استان مسیله)
مقره (به عربی: مقرة) یک شهرداری در الجزایر است که در استان مسیله واقع شده‌است.
 مقره  ۳۹٬۲۵۰ نفر جمعیت دارد.